# Знедолені
«Знедолені» (фр. Les Misérables) — роман французького письменника Віктора Гюґо, написаний у 1845—1862 роках.
У романі описується життя каторжника Жана Вальжана, який виправився і став на шлях добра, однак минуле продовжує переслідувати його.

## Історія написання
Гюґо почав працювати над романом у 1845. Спочатку він збирався назвати його «Злидні» (фр. Les Misères), а головного героя Жаном Трежаном. Робота перервалася у 1848, а в 1849 опублікував трактат «Дискурс про злидні» (фр. Discours sur la misère). Автор повернувся до написання роману в 1860 і опублікував його в 1862.

## Сюжет

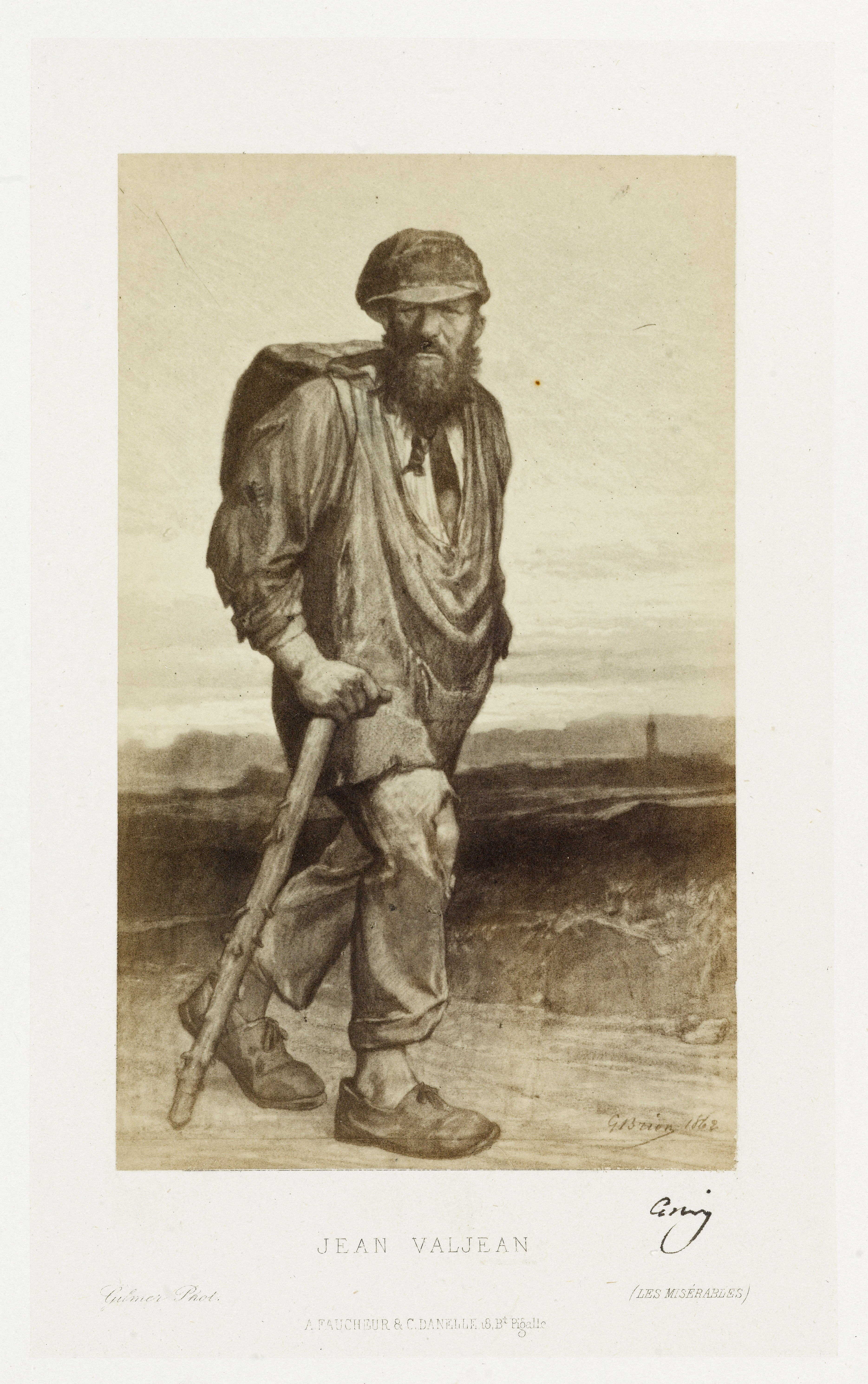
Жан Вальжан на початку роману

### Фантіна
У 1815 році селянин Жан Вальжан з Діня виходить з ув'язнення, де пробув 19 років. Він був засуджений за крадіжку хліба для своєї голодної сестри та її родини, а потім — за неодноразові спроби втечі. Він ночує на вулиці, озлоблений через несправедливість. Доброзичливий єпископ Міріель дає йому притулок, однак, Вальжан краде його срібний посуд і тікає. Поліція схоплює Вальжана, та Міріель зжалюється над ним і каже, що сам подарував посуд. Єпископ зазначає Вальжану, що той уникнув покарання цього разу, і це його шанс почати чесне життя.
Вальжану важко відмовитися від злодійських звичок, він обкрадає хлопчика, але швидко кається і хоче повернути хлопчику монету. Тим часом його розшукують і якщо схоплять, Вальжану загрожує довічна каторга.
Минає шість років, Вальжан під псевдонімом Месьє Мадлен став багатим власником фабрики і мером Монтрея. Йдучи вулицею, він бачить чоловіка на ім'я Фошелен, на якого наїхав віз. Коли ніхто не погоджується допомогти нещасному, Вальжан сам рятує його завдяки своїй незвичайній фізичній силі. Міський поліцейський інспектор Жавер знає лише одну людину такої сили й підозрює, що Месьє Мадлен — це колишній в'язень.
На фабриці Вальжана працює жінка Фантіна, чию позашлюбну дочку Козетту виховує жорстокий і нечесний корчмар Тенардьє. Фантіну звільняють, а Тенардьє вимагає від неї грошей нібито на піклування про Козетту. У відчаї Фантіна продає своє волосся та два передніх зуби та вдається до проституції, внаслідок чого хворіє. Денді на ім'я Баматабуа переслідує Фантіну на вулиці, і вона у відповідь б'є його. Жавер заарештовує Фантіну та засуджує до пів року ув'язнення. Вальжан дізнається про це й наказує Жаверу звільнити жінку. Він обіцяє Фантіні, що приведе до неї Козетту та відвозить до лікарні.
Жавер доносить на Мадлена владі, що той самозванець. Однак, інспектор бачить його добрі наміри, тому попереджає про майбутній арешт. Жавер іде на суд і зізнається хто він насправді. Він лише просить Жавера дати йому три дні, аби розшукати Козетту й привести її до Фантіни. Інспектор не дозволяє цього зробити і розповідає Фантіні про самозванство Вальжана. Вражена жінка помирає. Пізніше тіло Фантіни безцеремонно кидають у спільну могилу.

### Козетта

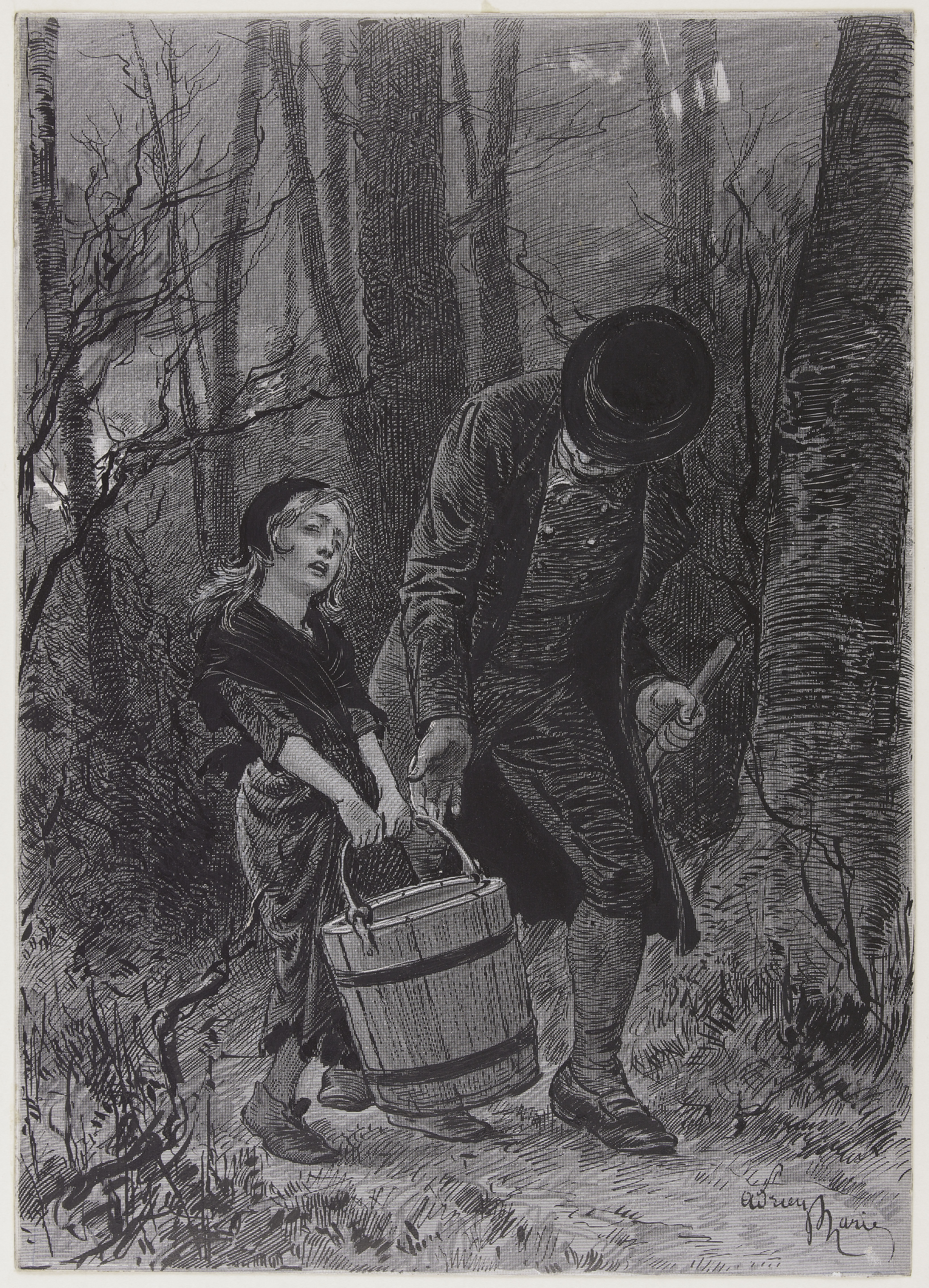
Жан Вальжан допомагає Козетті

Вальжан тікає з ув'язнення, його знову схоплюють і засуджують до страти. Король пом'якшує вирок, замінивши страту на довічну каторгу. Вальжан знову опиняється у в'язниці, де утримувався раніше. Там він рятує моряка і це наштовхує Вальжана на план наступної втечі. Вдавши з себе мертвого, він губиться в морі.
Вальжан прибуває в Монфермей напередодні Різдва. Він знаходить Козетту, яка важко працює в корчмі, зазнаючи знущань від Тенардьє. В той же час корчмар балує власних доньок, Епоніну і Азельму. Вальжан винаймає кімнату в корчмі, дарує Козетті дорогу ляльку, але цьому заздрять Епоніна і Азельма.
Наступного ранку Вальжан повідомляє Тенардьє, що хоче взяти з собою Козетту. Мадам Тенардьє негайно погоджується, а корчмар вдає, що любить Козетту й не хоче її віддавати. Тоді Вальжан платить Тенардьє 1500 франків, однак, Тенардьє вимагає більше і хоче, щоб Вальжан показав письмову згоду Фантіни. Вальжан надає листа, проте Тенардьє вимагає все більше і більше грошей. Вальжан і Козетта зрештою тікають, не виконавши його вимог.
Вальжан і Козетта дістаються до Парижа. Вальжан винаймає нове житло в будинку Горбо, де щасливо живе з Козеттою. Однак через кілька місяців Жавер дізнається, що Вальжан втік із каторги. Тому Вальжан і Козетта знаходять притулок у монастирі Петі-Пікп. Їм допомагає сховатися Фошелен, садівник, якого Вальжан колись урятував з-під коліс воза. Вальжан також стає садівником, а Козетта — ученицею монастирської школи.

### Маріус

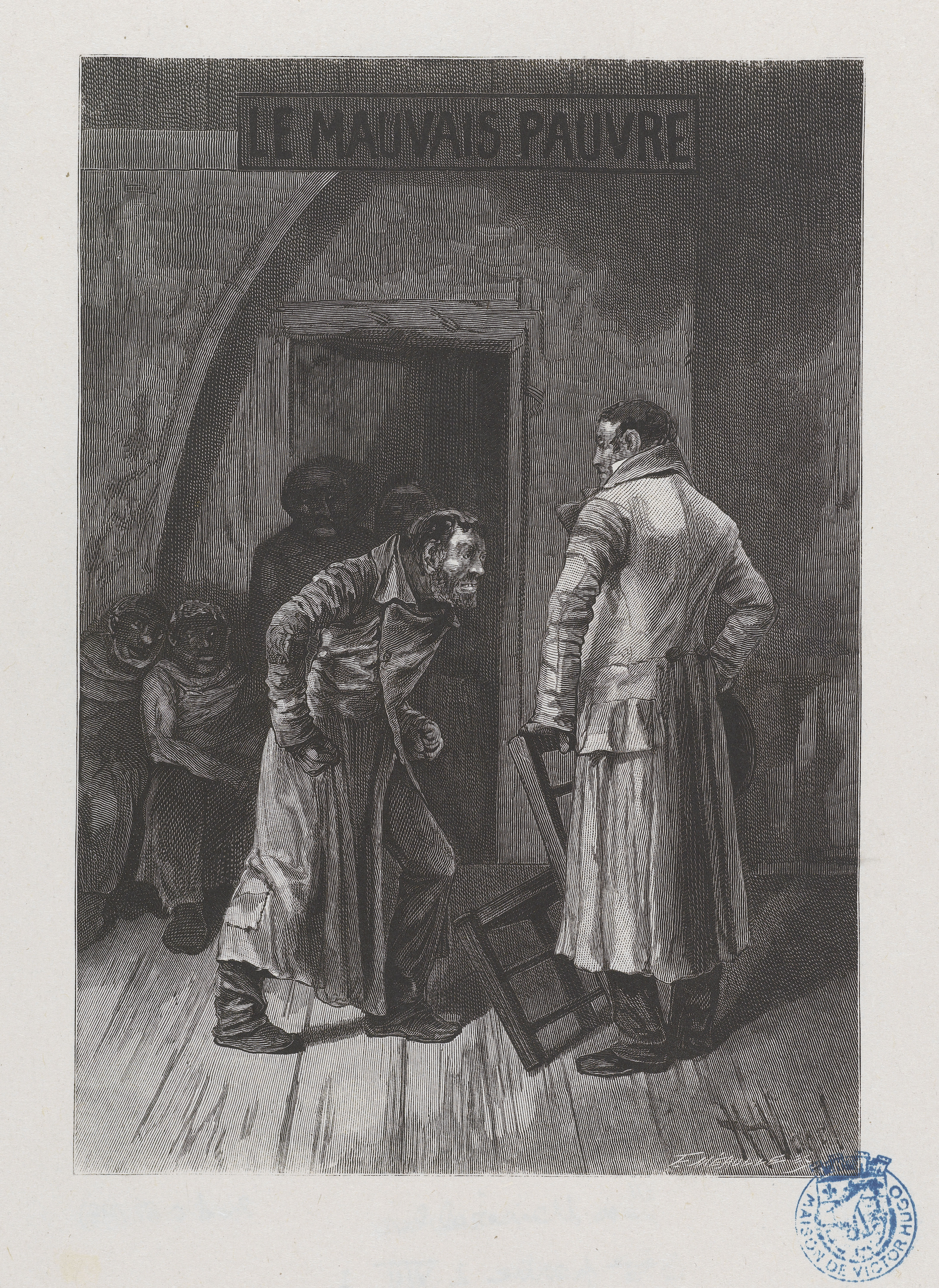
Тенардьє і бандити вимагають з Вальжана гроші

Через вісім років, у 1832, товариство «Друзі ABC» на чолі з Енжольрасом готує повстання в Парижі. До «Друзів ABC» приєднаються бідняки, серед яких старший син Тенардьє Гаврош, який став вуличним хуліганом.
Студент Маріус Понмерсі, через свої бонапартистські погляди, не спілкується з родиною. Його батько в заповіті доручає синові допомогти Тенардьє, який був сержантом і врятував йому життя в битві під Ватерлоо. Насправді Тенардьє займався мародерством і був самозванцем, а порятунок стався випадково. Маріус зустрічає вже дорослу Козетту й закохується в неї.
Тенардьє з родиною тим часом розорився і вони живуть у злиднях в Парижі під прізвищем Жондретт. За збігом обставин вони оселяються в тому ж будинку, де жили Вальжан і Козетта. Епонін випрошує в Маріуса трохи грошей. Він натомість просить дізнатися адресу Козетти. Тенардьє бажає видурити ще грошей, для чого вдає з себе більшого бідняка, ніж він є насправді. Епоніна закохується в Маріуса, тоді як Тенардьє впізнає Вальжана й Козетту та клянеться помститися їм, звинувачуючи в своїх нещастях. Тенардьє звертається за допомогою до банди жорстоких вбивць і грабіжників.
Маріус дізнається про лиходійський задум Тенардьє і розповідає про нього Жаверу. Той дає Маріусу два пістолети та наказує в разі небезпеки вистрілити в повітря. Коли Вальжан повертається з грішми, Тенардьє з бандитами влаштовують йому засідку та викривають його як самозванця. Маріус впізнає в Тенардьє ту саму людину, якій батько заповів допомогти, і вагається як вчинити. Маріус хоче врятувати Вальжана, не зраджуючи Тенардьє. Вальжан заперечує знайомство з Тенардьє і каже йому, що вони ніколи не зустрічалися. Потім він намагається втекти, та його зв'язують. Тенардьє вимагає, щоб Вальжан дав йому 200 000 франків і лишив Козетту як заставу.
Вальжан повідомляє де зберігає гроші, але називає фальшиву адресу. Вигравши собі час, він звільняється. Тенардьє вирішує вбити Вальжана, та Маріус лякає його і бандитів, підкинувши записку нібито від Епоніни (записка була справжня, але стосувалася іншої справи). Жавер затримує їх при спробі втечі.

### Ідилія на вулиці Плюме і епопея на вулиці Сен-Дені
Після звільнення з в'язниці Епоніна знаходить Маріуса та повідомляє, що дотрималася слова і знайшла адресу Козетти. Маріус кілька днів стежить за будинком, зустрічає Козетту і вони освідчуються одне одному в коханні. Тенардьє з бандитами вдається втекти з в'язниці завдяки допомозі Гавроша. Одного разу вночі, під час одного з візитів Маріуса до Козетти, шестеро чоловіків намагаються здійснити набіг на будинок Вальжана та Козетти. Проте Епоніна, яка сиділа біля воріт, погрожує закричати й розбудити всю околицю. Тим часом Козетта повідомляє Маріусу, що через тиждень мусить вирушити з Вальжаном до Англії.
Вальжан отримує анонімну записку зі словом «Від'їжджайте» (її написала Епоніна). Маріус зустрічається зі своїм дідом Гіленорманом і просить у нього дозволу на шлюб з Козеттою. Дід відмовляється давати згоду на шлюб, наказуючи Маріусу зробити Козетту коханкою. Ображений Маріус покидає його.
Наступного дня в Парижі спалахує повстання. Гаврош бачить Жавера і повідомляє Енжольрасу, що він шпигує за студентами. Енжольрас та інші студенти прив'язують Жавера до стовпа. Пізніше того ж вечора Маріус повертається до будинку Вальжана та Козетти, але виявляє, що там більше нікого немає. Потім він чує голос Епоніни, який говорить, що його друзі чекають на барикаді. Збентежений тим, що Козетта зникла, він прислухається до голосу та йде.
Коли Маріус приходить на барикаду, то ледь не гине, але за збігом обставин рятується. Маріус піднімається на вершину барикади, тримаючи в одній руці факел, а в іншій порохову бочку, і погрожує солдатам, що підірве барикаду. Солдати відступають, а Маріус згодом зустрічає Епоніну, одягнену в чоловічий одяг. Вона зазнала поранення, прикриваючи Маріуса, і перед смертю освідчується йому в коханні. Вона також передає йому листа від Козетти.
Він дізнається місцеперебування Козетти і пише їй прощального листа. Маріус посилає Гавроша доставити листа, проте Гаврош залишає його Вальжану. Тоді Вальжан переодягається солдатом і йде на вулицю.

### Жан Вальжан

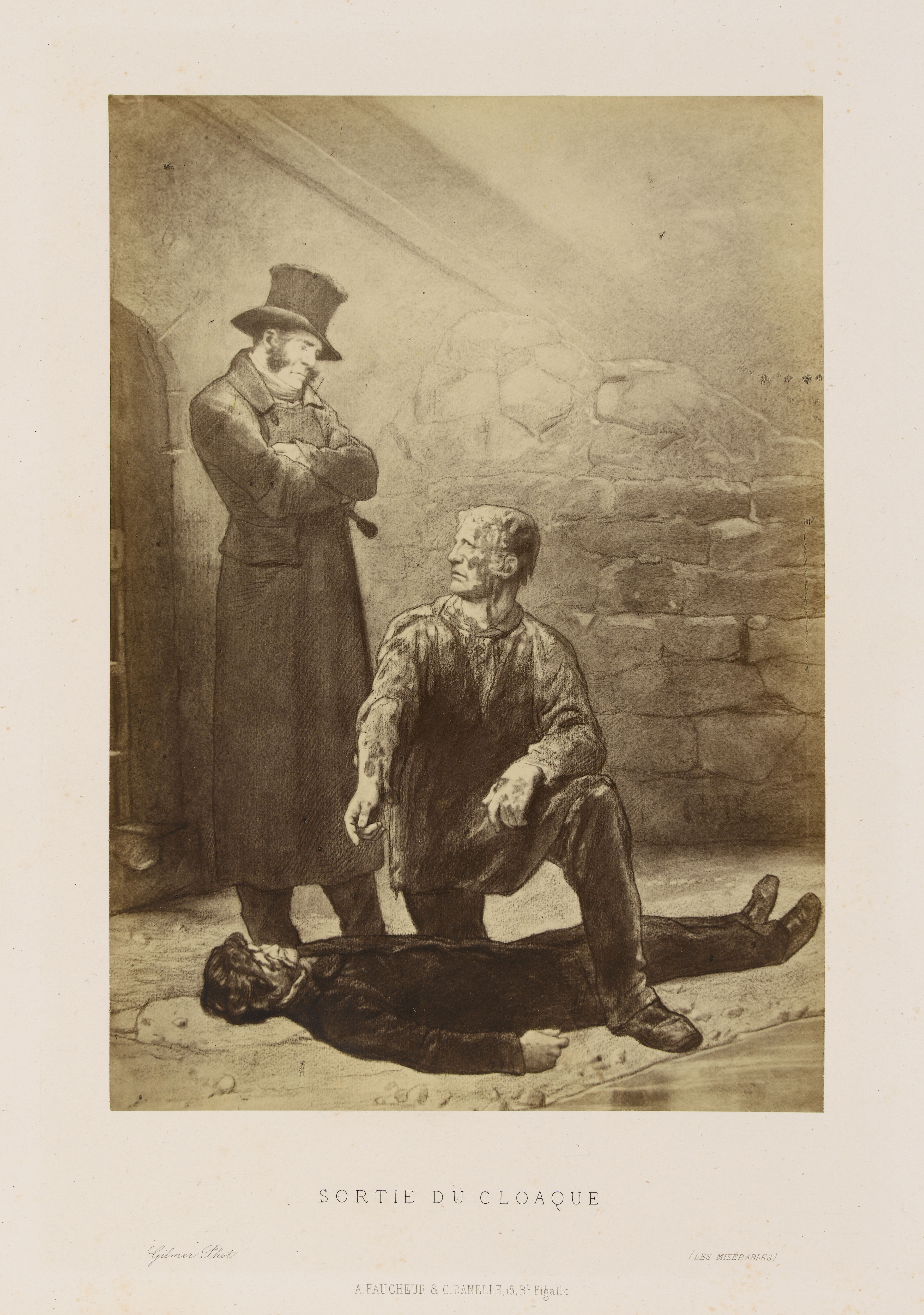
Жавер чекає на здачу Жана Вальжана, який щойно виніс Маріуса з катакомб

Опинившись у вуличних боях, Вальжан вагається як йому вчинити з Маріусом. Але обоє впізнають один одного. Гаврош виходить за барикаду, щоб зібрати більше амуніції у загиблих нацгвардійців, і його застрелюють. Вальжан, ставши на бік повстанців, вирішує стратити Жавера, але останньої миті зумисне стріляє повз і дозволяє йому втекти. Вальжан виносить пораненого й непритомного Маріуса; всі інші студенти, що приєдналися до вуличних боїв, загинули. Вальжан несе Маріуса через катакомби, уникає поліцейського патруля і доходить до воріт, але вони замкнені. Тоді він зустрічає Тенардьє і впізнає його, але Тенардьє не впізнає одразу Вальжана. Вважаючи Вальжана вбивцею, що тягне труп своєї жертви, Тенардьє вимагає з нього гроші за відчинення воріт. Вальжан дає йому 30 франків і вибирається з катакомб.
На поверхні Вальжан стикається з Жавером і погоджується здатися йому, але просить повернути Маріуса його сім'ї. Жавер погоджується, припускаючи, що Маріус невдовзі помре. Залишивши Маріуса його дідові, Вальжан просить ненадовго відвідати власний дім, і Жавер погоджується на це також. Змирившись зі своєю долею, Вальжан лишається на трохи в будинку, але Жавер тим часом покидає його, тим самим віддячивши йому за милосердя. Проте обов'язок змушує Жавера видати Вальжана і тому інспектор вирішує втопитися в Сені.
Маріус повільно одужує та готується до весілля з Козеттою. Вальжан лишає їм свої статки і зізнається Маріусу, що він каторжник-утікач. Під час весілля Вальжана помічає Тенардьє. Вальжан втрачає бажання жити і лягає у своє ліжко. Тенардьє підходить до Маріуса та намагається шантажувати його всім, що знає про Вальжана. Та цим же він тільки підтверджує, що Вальжан зробив багато добрих справ. Як останнє звинувачення Тенардьє показує шматок Вальжанового пальто, яке відірвав, коли той ніс пораненого Маріуса. Тієї миті Маріус розуміє, що це Вальжан урятував його. Маріус пропонує Тенардьє багато грошей, щоб той пішов і більше ніколи не повертався. Тенардьє приймає пропозицію, і відпливає з дочкою Азельмою до Америки, де стає работорговцем.
Розчулений правдою про Вальжана, Маріус розповідає все Козетті. Вони обоє поспішають до Вальжана, який вже помирає. Вальжан розказує Козетті про її матір і помирає з почуттям виконаного обов'язку. Його ховають на цвинтарі Пер-Лашез у могилі, зумисне залишеній без імені.

## Персонажі
- Жан Вальжан
- Козетта
- Фантіна
- Жавер, інспектор поліції
- Маріус Понмерсі
- Подружжя Тенардьє
- Гаврош
- Міріель, єпископ
- Епоніна
- Анжольрас

## Тематика
«Знедолені» є водночас романом реалістичним, соціальним, і епічним. Як реалістичний роман, він описує життя простих людей і дає доволі точну картину життя в Франції на початку XIX століття. Популярність роману завдячує значною мірою яскравим персонажам.
Як епічний роман, «Знедолені» дають три великі картини: битви при Ватерлоо, повстання 1832 року та картину паризьких катакомб. Проте, епічними є також битви в душах персонажів: битва між добром та злом у душі Жана Вальжана і битва між законами суспільства та законами моралі в душі Жавера.
«Знедолені» демонструють, що надія на краще лишається за будь-яких обставин; але здійснитися вона може передусім завдяки любові. Саме любов у різних формах розриває коло насильства. Головний герой Жан Вальжан є прикладом виправленого злочинця, який став злодієм через несправедливість, але замість помсти спрямував зусилля на допомогу тим, кому пощастило ще менше, ніж йому. Поштовхом до цього став учинок священника, що жертовно подарував Вальжану срібні підсвічники. Жертовність — ще одна провідна тема «Знедолених», яка реалізується в діях інших персонажів. Жан Вальжан відмовляється від свого нового багатства, щоб допомогти Фантіні та її дочці Козетті, а Маріус зрікається свого привілейованого становища в суспільстві, щоб стати на захист бідних і пригноблених під час повстання.
Віктор Гюґо досліджує в романі деякі наслідки Французької революції. Новий уряд намагався підтримувати порядок у Франції, але багато країн прагнули скористатися ослабленим станом держави. Промислова революція, попри мету досягти достатку, призвела до експлуатації робітників і зменшення можливостей працевлаштування, особливо для представників нижчих класів. Однією з найважливіших історичних подій, зображених у романі, є повстання 1832 року з метою повалити королівську владу. В романі демонструється як ідеали та пристрасті революціонерів часто суперечили одне одному, що призвело до внутрішньої боротьби і, зрештою, до їхньої поразки.

## Екранізації
Має біля десятка екранізацій, остання — британський фільм «Знедолені» режисера Тома Гупера, заснований на однойменному мюзиклі, що вийшов на екрани світу у 2012 році та виграв чимало нагород на різних кінопреміях.

### Фільми
- «Знедолені (фільм, 1909)» / США, режисер — Джеймс Стюарт Блектон;
- «Знедолені (фільм, 1913)» / Франція, режисер — Альбер Капеллані;
- «Знедолені (фільм, 1917)» / США, режисер — Френк Ллойд;
- «Знедолені (фільм, 1925)» / Франція, режисер — Анрі Фекур;
- «Знедолені (фільм, 1934)» / Франція, режисер — Раймон Бернар;
- «Знедолені (фільм, 1935)» / США, режисер — Річард Болеславський;
- «Знедолені (фільм, 1943)» / Мексика, режисер — Фернандо Ріверо;
- «Знедолені (фільм, 1948)» / Італія, режисер — Ріккардо Фреда;
- «Знедолені (фільм, 1952)» / США, режисер — Льюїс Майлстоун;
- «Знедолені (фільм, 1958)» / Франція—НДР, режисер — Жан-Поль ле Шануа;
- «Знедолені (фільм, 1978)» / США, режисер Гленн Джордан;
- «Знедолені (фільм, 1982)» / Франція, режисер — Робер Оссейн;
- «Знедолені (фільм, 1995)» / Франція, режисер — Клод Лелуш;
- «Знедолені (фільм, 1998)» / Велика Британія—Німеччина—США, режисер — Білле Ауґуст;
- «Знедолені (фільм, 2000)» / Франція, режисерка Жозе Даян;
- «Знедолені (фільм, 2012)» / США, режисер Том Гупер.

### Телесеріали
- «Знедолені (телесеріал, 1967)» / Велика Британія;
- «Знедолені (міні-серіал, 1972)» / Франція, режисер — Марсель Блюваль;
- «Знедолені (телесеріал, 1974)» / Мексика, режисер Антуліо Хіменеса Понса;
- «Знедолені (мультсеріал, 1979)» / Японія, режисер Такасі Куока;
- «Знедолені (мультсеріал, 1992)» / Франція, режисер Тібо Шатель;
- «Знедолені: Козетта» / Японія, аніме-серіал 2007 року, режисер Хіроакі Сакураї;
- «Знедолені (серіал, 2014)» / США-Мексика, режисери Карлос Віллегас та Віктор Геррера.
- Знедолені (телесеріал, 2018) / США, Велика Британія;

- «Знедолені (мюзикл)» — французький мюзикл за романом Віктора Гюго 1980 року.

## Українські переклади
Українською мовою «Знедолені» перекладало багато українських літераторів. Багато зробив для популяризації його творчості в Україні Іван Франко, який переклав уривок із роману «Знедолені» під назвою «Ватерлоо».
Твори Гюго перекладали також Леся Українка, Олена Пчілка, Михайло Старицький, Павло Грабовський, Максим Рильський, Микола Бажан, Борис Тен, Михайло Рудницький, Віктор Шовкун, Сава Голованівський та ін.
Список українських перекладів:
Частковий переклад:
- (уривок) Віктор Ґюґо: Знедолені (уривок «Ватерлоо»). Переклад з французької Іван Франко. Львів: Товариство «Просвіта». 18 жовтня 1912 року.[4]
- (скорочено) Віктор Гюго: Знедолені. Переклад з французької ?. Харків-Одеса. 1934 р. 288с.[5]
- (повний переклад) Віктор Гюго: Знедолені. Переклад з французької Миколи Іванова за редакцією В. Татаринова. Київ Видавництво: «Молодий більшовик». Том 1 (728 с.) — 1938. Том 2 (556 с.) — 1940 .
- (уривок) Віктор Гюго: Знедолені (уривок Козетта). Обробка і словник: М. О. Бахарев. Київ: Радянська школа. 1973 р. 47с. Ілюстровано. Книга для читання французькою мовою для учнів 7 класу. 2-е вид.
- (уривок) Віктор Гюго: Знедолені (уривок Гаврош). Переклад з французької ?, малюнки: М. Туровський. Київ: Веселка. 1977 р. 35 с. Ілюстровано.
- (уривок) Віктор Гюго: Знедолені (уривок Козетта). Переклад з французької: Микола Іванов, худож. Л. В. Ільчинська. Київ: Веселка. 1982 р. 40 с. Ілюстровано.
- (скорочено) Віктор Гюго: Знедолені. Скорочений переклад з французької Віктора Шовкуна, вступна стаття Б. Бунич-Ремізова. Київ: Веселка. 1985 р. 734 стор. Для середнього й старшого шкільного віку. Ілюстровано. Бібліотечна серія.
- (уривок) Віктор Гюго: Знедолені (уривок Козетта). Переклад з французької: О. Волосевич. Львів: Аверс. 1998 р. 32 с. Ілюстровано.
- (уривок) Віктор Гюго: Знедолені (пісенька Гавроша). Переклад з французької: ?. Київ: Дніпро. 2001. No 11-12. 120. Першопублікація Л. Череватенка.
- (уривки) Віктор Гюго: Знедолені (уривки Козетта. Гаврош). Переклад з французької ?. Передмомва О. Таранченко, художнє оформлення Є. Бондаря. Київ: Національний Книжковий Проект. 2012 р. 125 с. Серія «Бібліотека шкільної класики. Позакласне читання. 9 клас». 2000 примірників. Для середнього й старшого шкільного віку. ISBN 978-617-592-207-1
- (скорочено) Віктор Гюго: Знедолені. Скорочений переклад з французької Віктора Шовкуна, вступна стаття Д. С. Наливайко. Харків: Фоліо. 2015 р. 793 с. ISBN 978-966-03-7059-3[6]

Повний переклад:
- Переклад Миколи Іванова:

Гюґо, Віктор (1938). В. Татаринов (ред.). Знедолені. Том 1. Переклад: Микола Іванов. Київ: Молодий більшовик. с. 728. Процитовано 1 травня 2025.
Гюґо, Віктор (1940). В. Татаринов (ред.). Знедолені. Том 2. Переклад: Микола Іванов. Київ: Молодий більшовик. с. 556. Процитовано 1 травня 2025.
Примітка: Переклад майже 100 % повний, хоча декілька розділів подано у скороченні. Зокрема, частина четверта, книга сьома «Арго» (на стор. 141 другого тому вказано у виносці, що всю книгу «Арго» подано у дещо скороченому вигляді проти оригіналу). Деякі інші частини також мають незначні пропуски, але виносок щодо них у інших розділах окрім «Арго» немає. Трапляються пропуски від окремих фраз до абзаців.
- Переклад Віктора Шовкуна:

Гюґо, Віктор (2023). Знедолені. Переклад: Віктор Шовкун. Київ: Фоліо. с. 800. ISBN 978-966-03-7737-0. Процитовано 1 травня 2025.

## Галерея

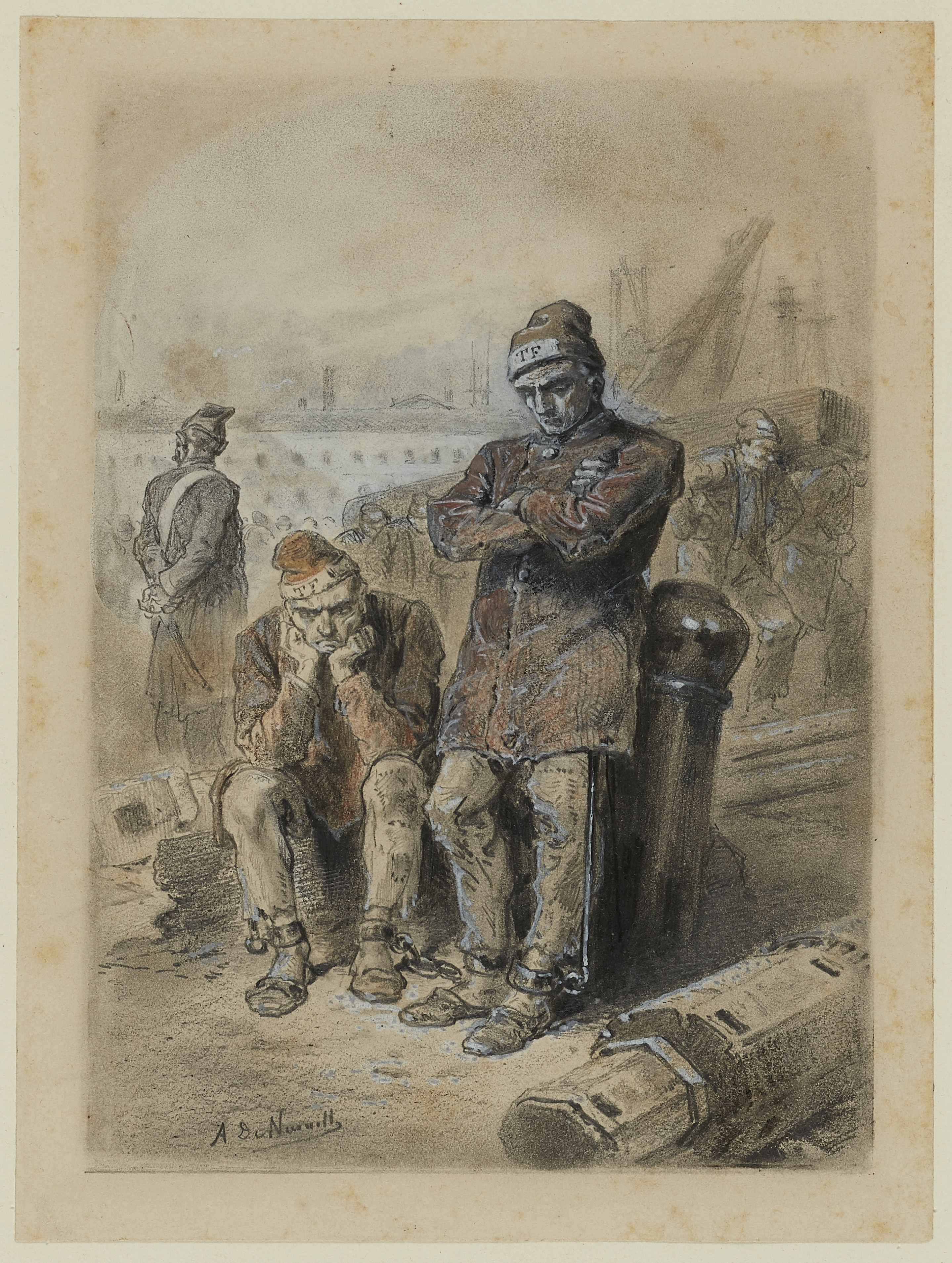
Каторжники
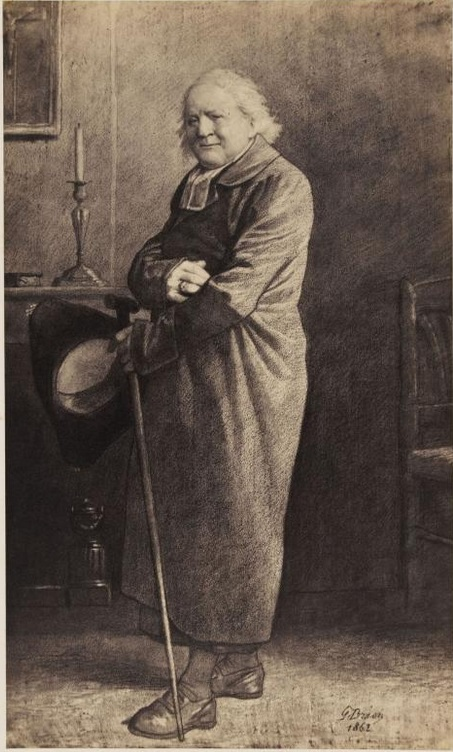
Абат Міріель
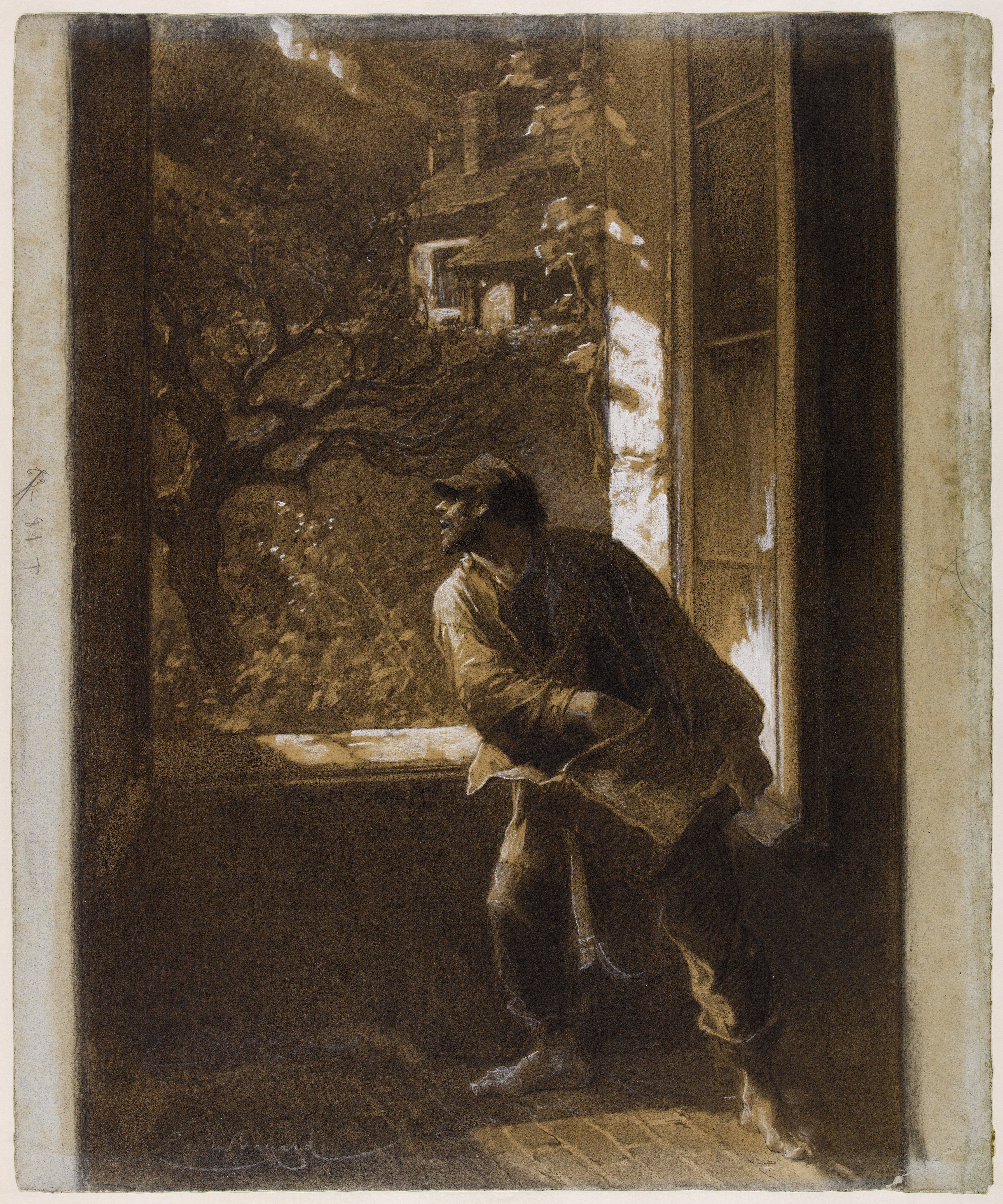
Жан Вальжан тікає від Міріеля з украденим сріблом
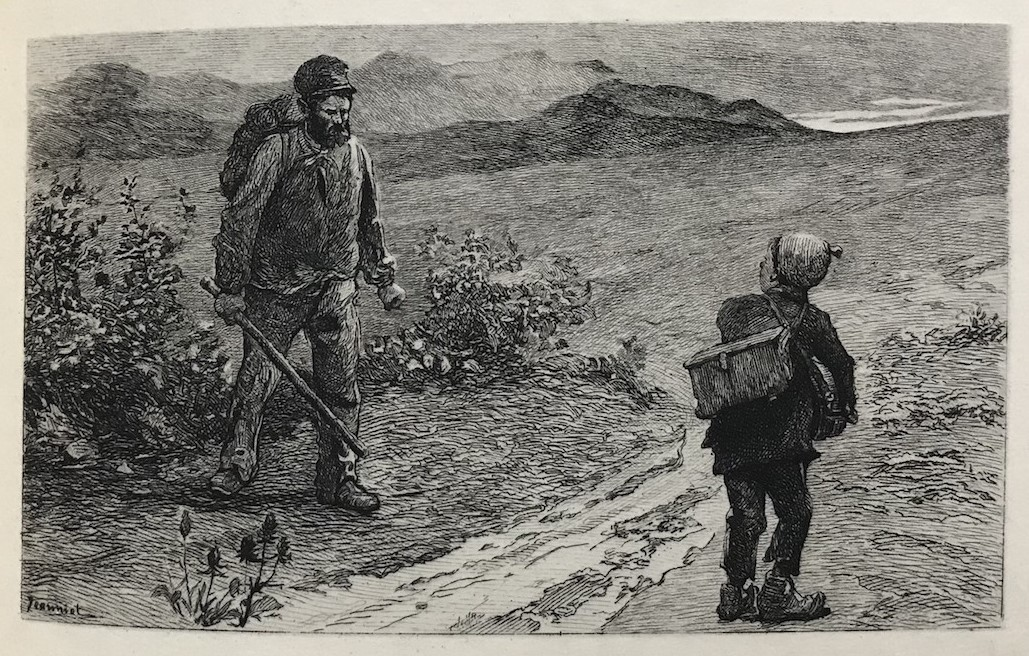
Вальжан грабує хлопчика
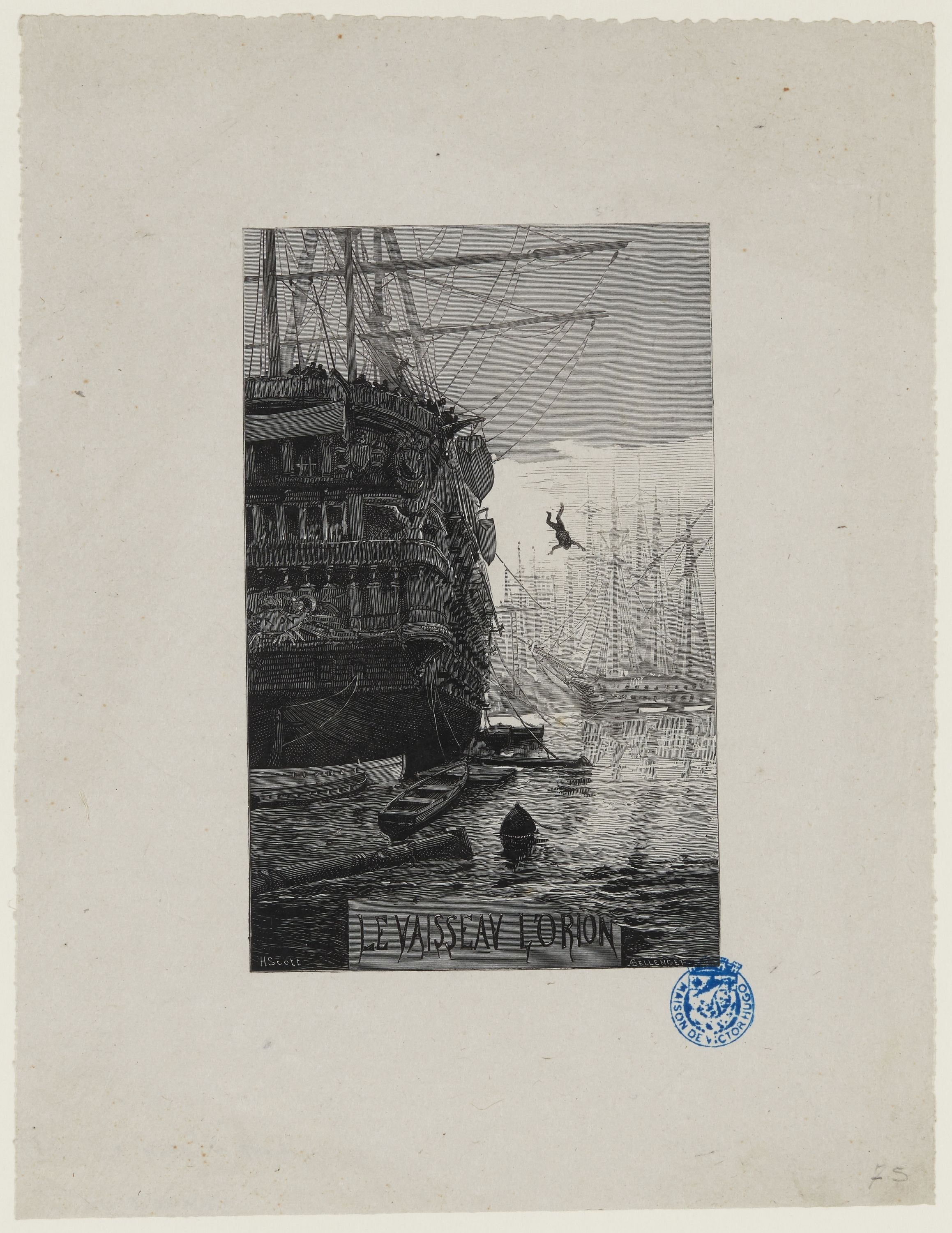
Втеча Жана Вальжана з каторги
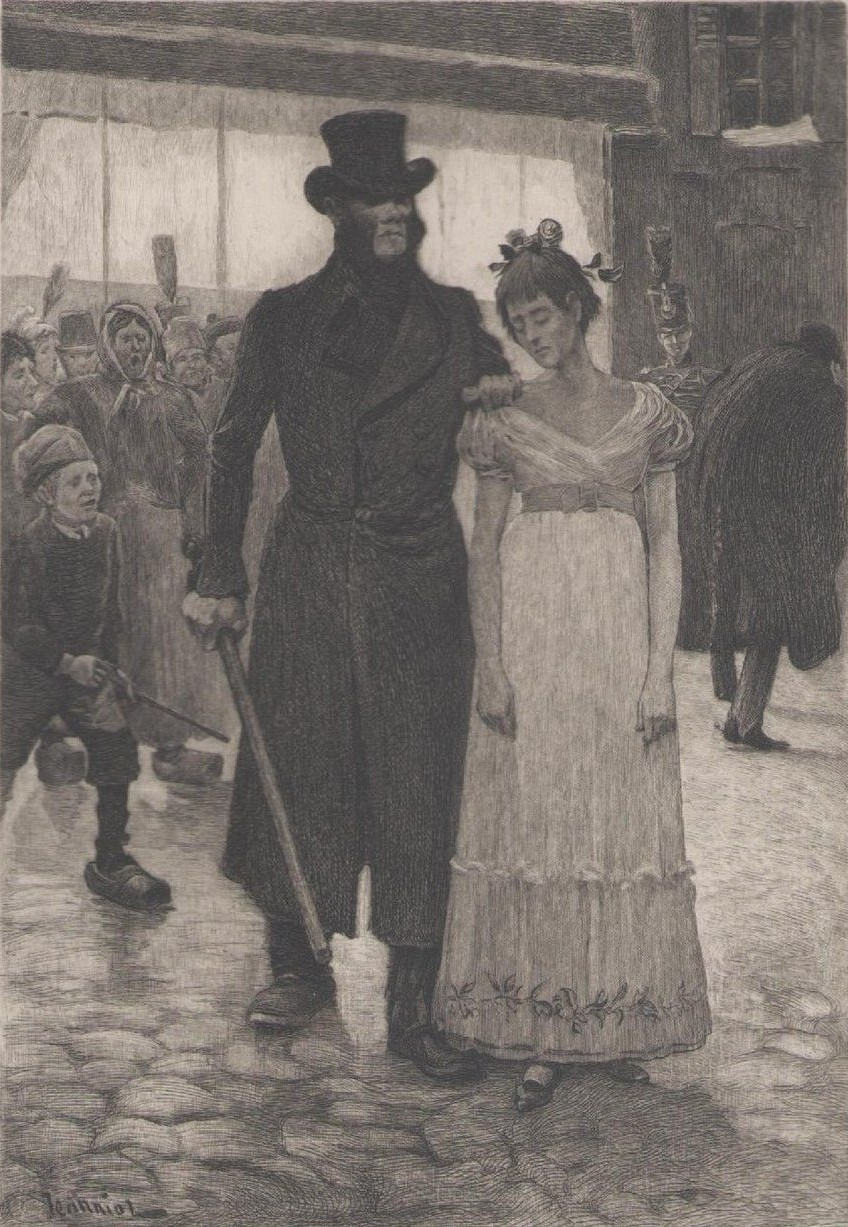
Вальжан заступається за Фантіну
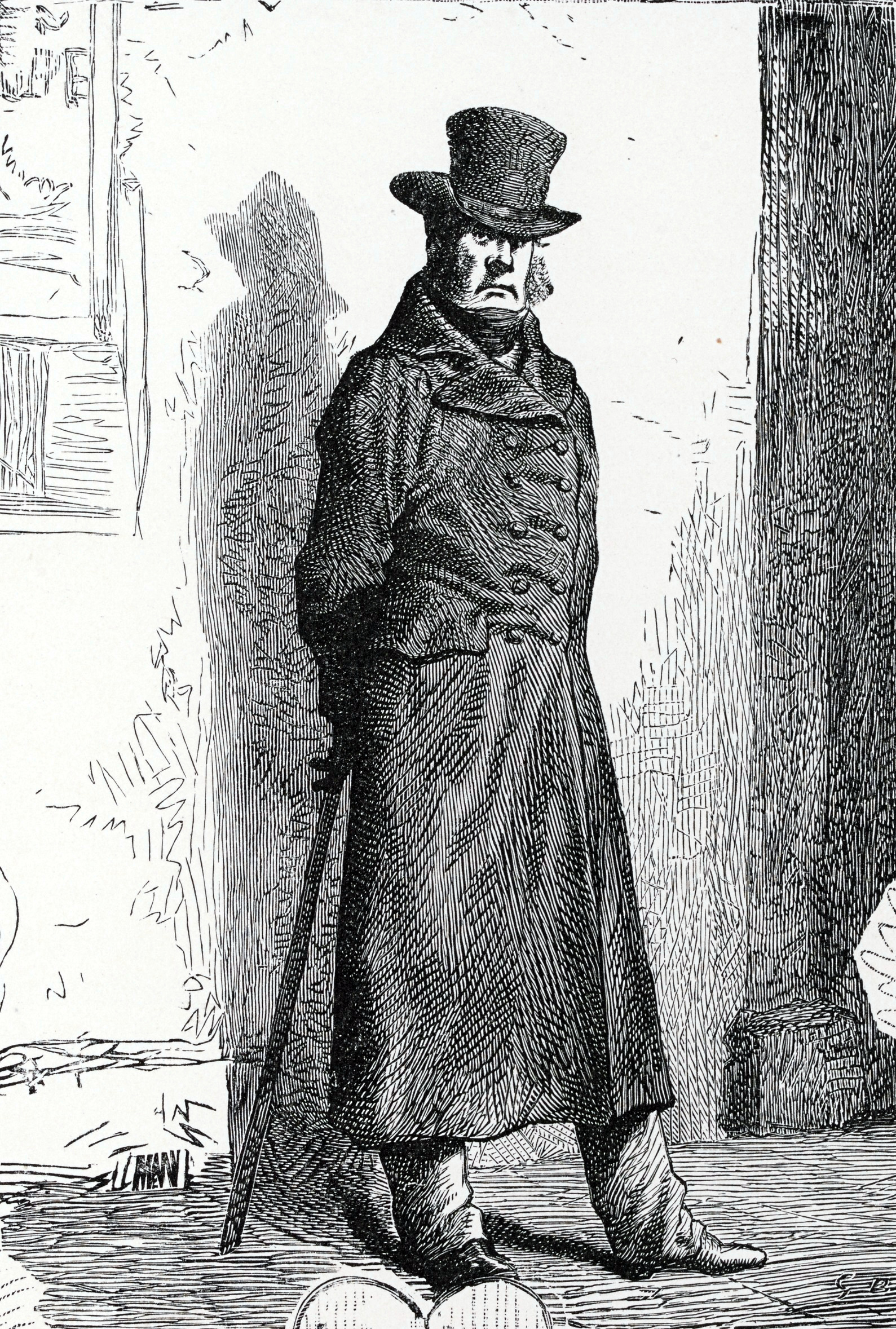
Інспектор Жавер
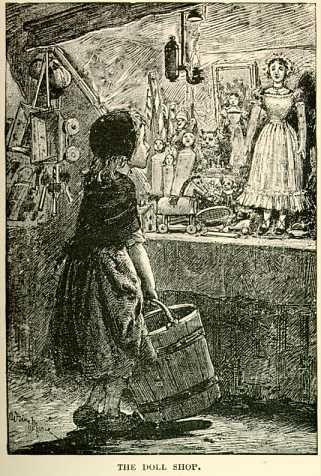
Козетта і лялька
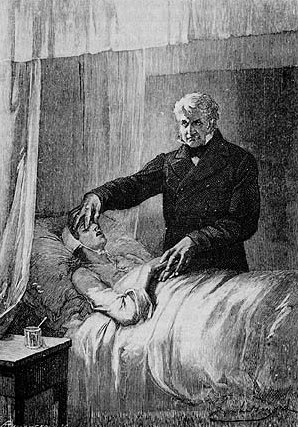
Смерть Фантіни
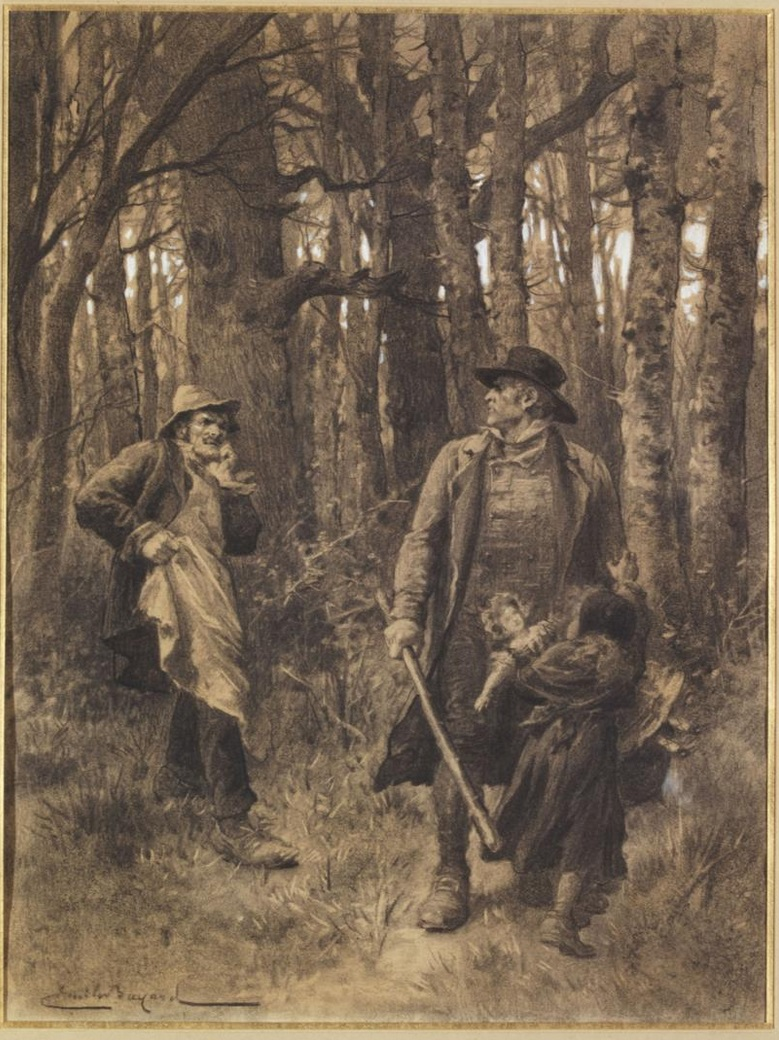
Жан Вальжан викуповує Козетту в Тенардьє
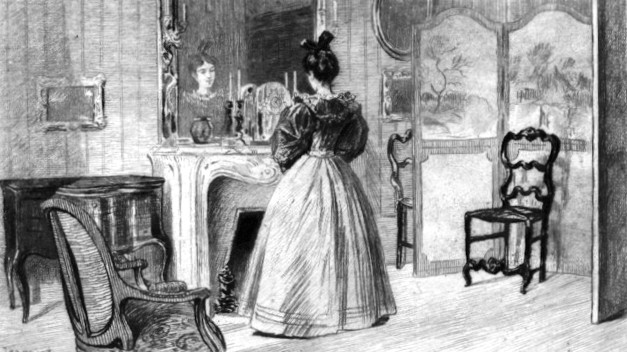
Доросла Козетта
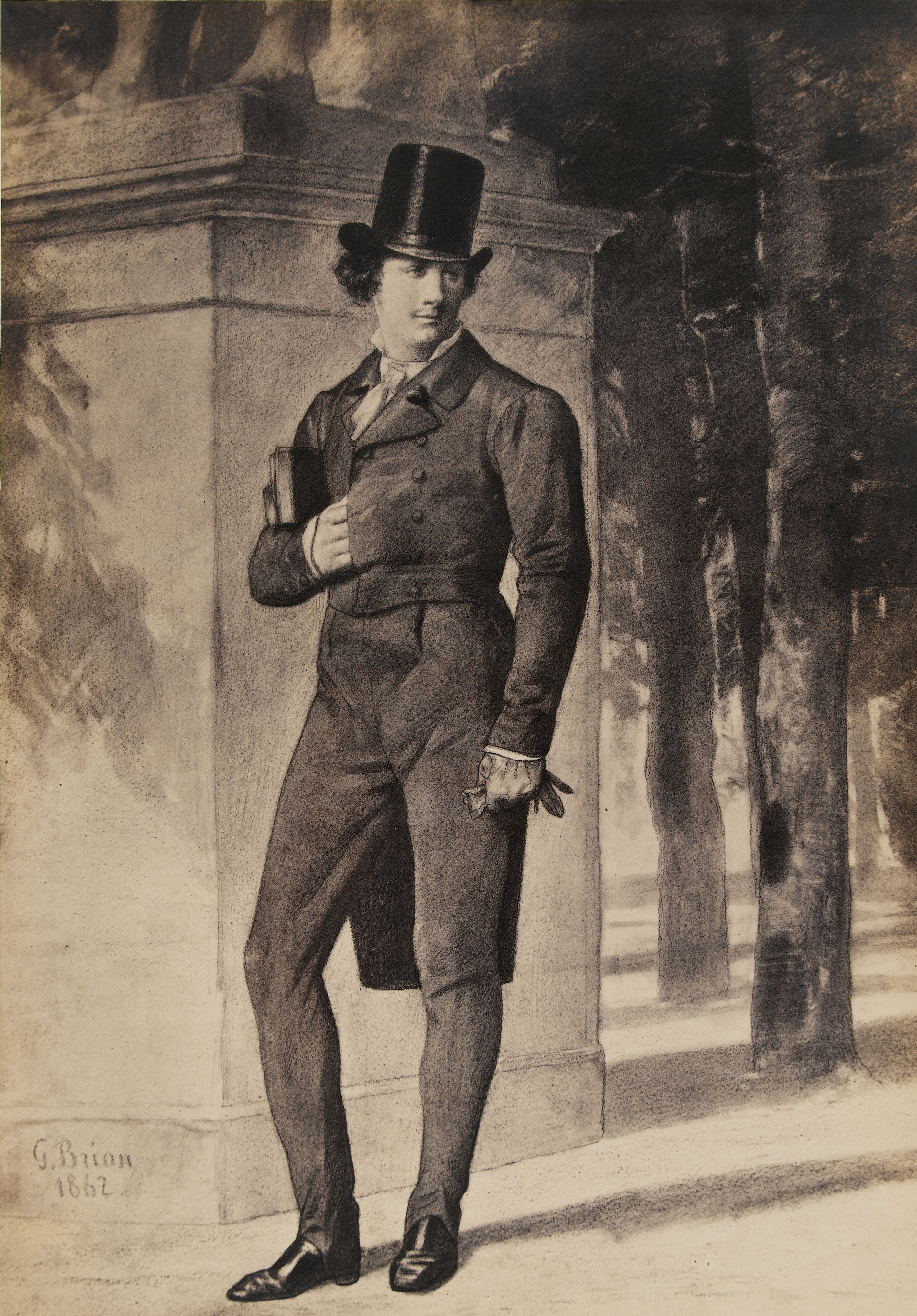
Маріус Понмерсі
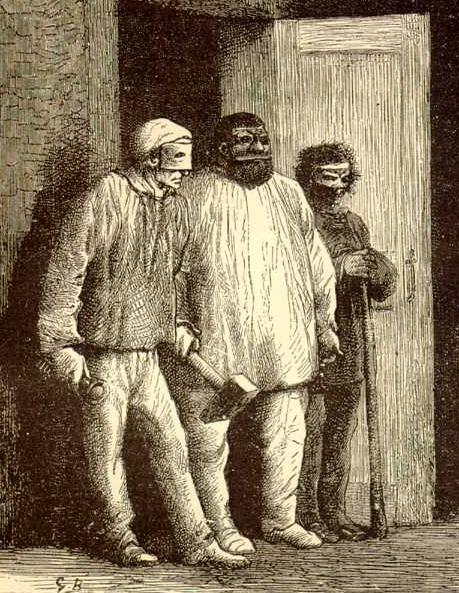
Бандити
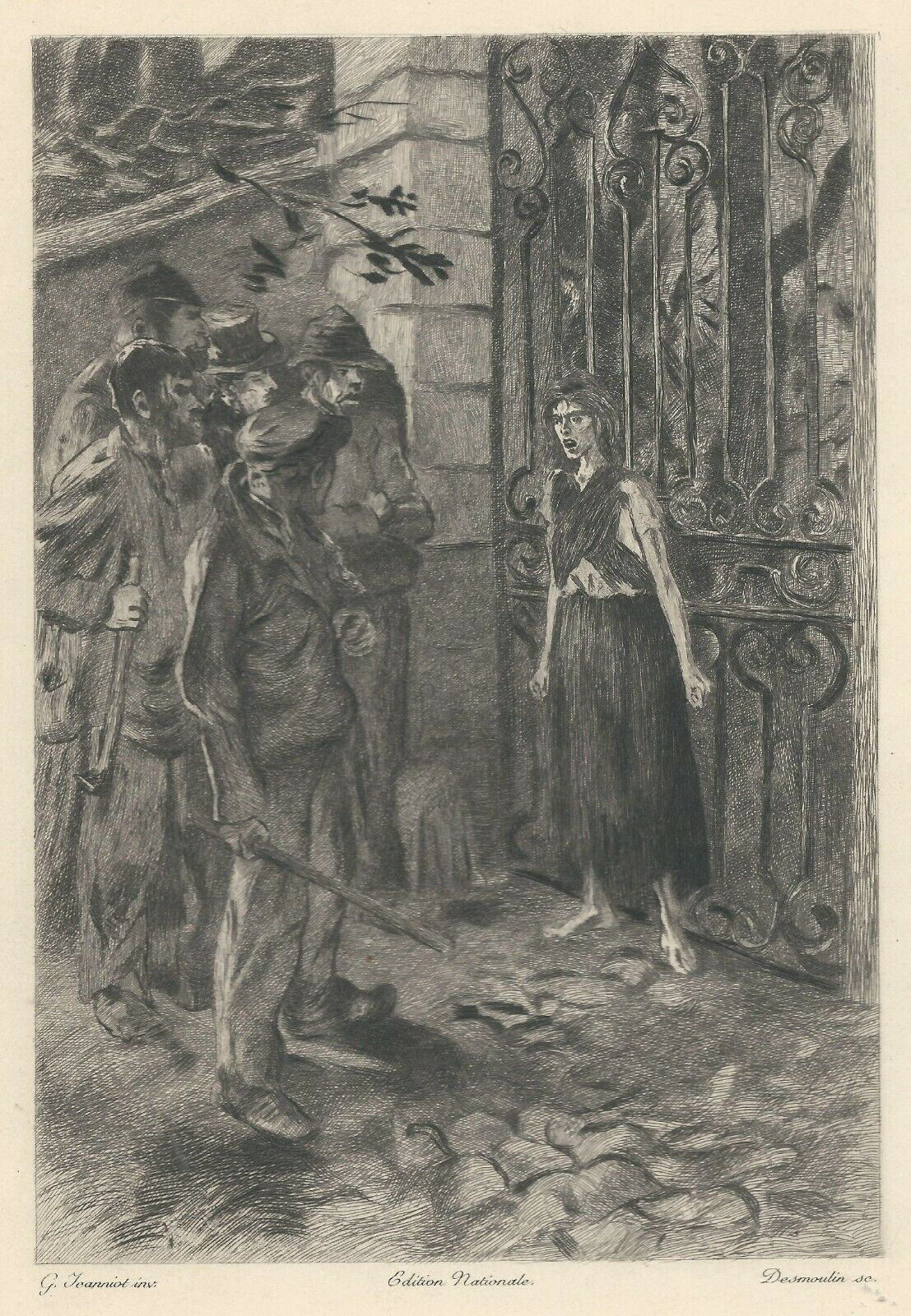
Епоніна проганяє бандитів
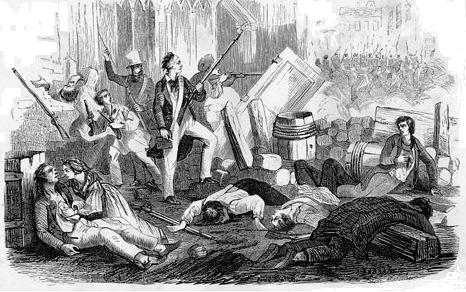
Вуличні бої
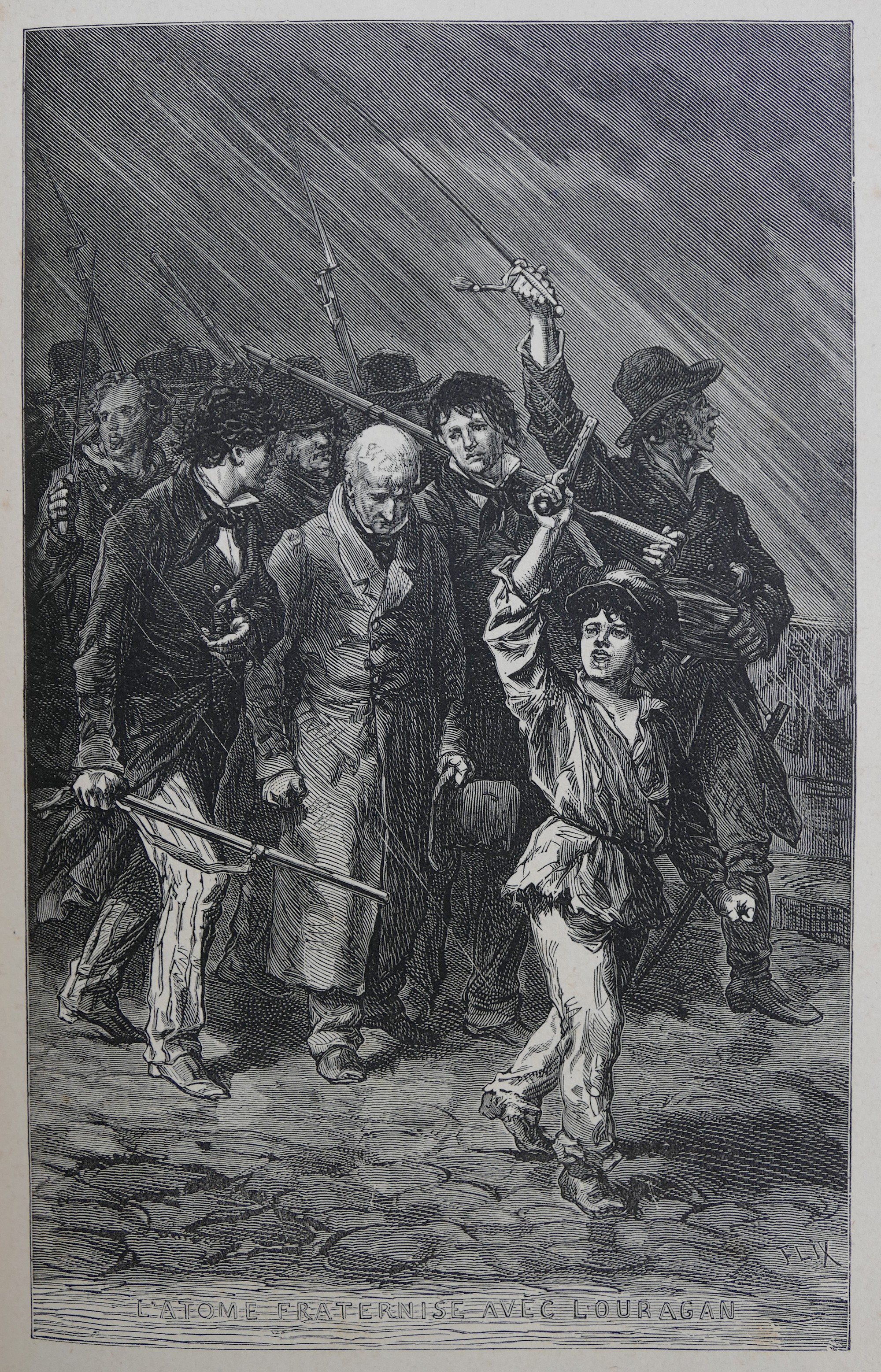
Повстанці схопили Жавера
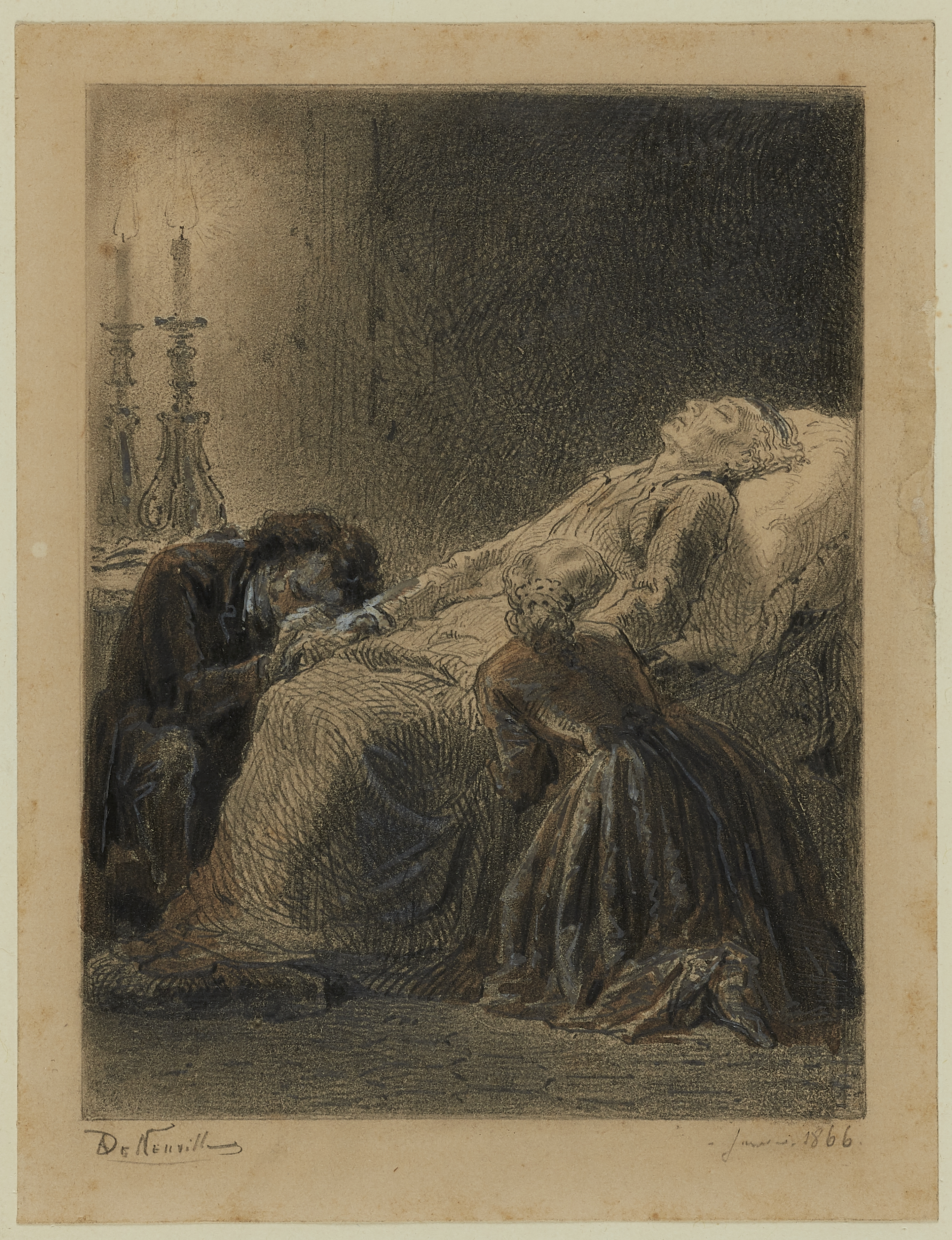
Смерть Вальжана

## Видання
Оригінальне видання роману є у вільному доступі в електронній бібліотеці Ґалліка: Gallica [Архівовано 10 жовтня 2008 у Wayback Machine.], сайт бібліотеки Ґалліка
- Les Misérables, éd. originale de 1862, 1-re partie Fantine
- Les Misérables, éd. originale de 1862, 2-e partie Cosette I
- Les Misérables, éd. originale de 1862, 2-e partie Cosette II

| книги | Це незавершена стаття про книгу. Ви можете допомогти проєкту, виправивши або дописавши її. |